# I Believe in Father Christmas (singolo U2)
I Believe in Father Christmas è l'ultimo singolo della rock-band irlandese U2, pubblicato il 26 novembre 2021 sulle piattaforme digitali Spotify, Apple Music e Deezer.
Il titolo coincide col 46º anniversario dell'omonimo brano, scritto da Greg Lake con Peter Sinfield e, originariamente, cantato dallo stesso Lake.

## Il brano

### Storia
Il 19 novembre 2008, gli U2 hanno coverizzato il brano di Greg Lake I Believe in Father Christmas e l'hanno pubblicato digitalmente come parte della rivista RED Wire.
L'anno seguente il brano viene incluso in una compilation di vari artisti, intitolata All You Need Is Love; che è anche un EP esclusivo della Starbucks, pubblicato gratuitamente allo Starbucks Center quando i clienti spendevano più di $ 15 in negozio.
Nel 2019 la canzone è inserita in un'altra compilation, anch'essa di vari artisti, intitolata The Greatest Xmas Songs.
Nel 2021 la band registra la canzone come singolo digitale autonomo con la sola title track. Il singolo, uscito il 26 novembre, viene messo in vendita in Giappone ed è disponibile in alcuni servizi di streaming in Australia, Nuova Zelanda, Europa e via dicendo. Il 10 dicembre, il brano verrà inserito nell'omonimo EP di cinque canzoni con lo stesso artwork, disponibile solo per lo streaming e non anche per l'acquisto.

### Descrizione
Il brano è accompagnato da una nuova immagine – disegnata da Bono – di un albero di Natale, fatto di Buon Natale scritto in varie lingue.
Come già detto, la versione degli U2 è stata registrata il 19 novembre 2008. In un'intervista, Ned O'Hanlon (che ha prodotto il video) ha descritto la registrazione della canzone:
(N. O'Hanlon)
La canzone stessa è la cover dell'omonimo brano di Lake. Uno sguardo "dietro le quinte" alle riprese del video e alla registrazione della canzone è stato rilasciato agli abbonati U2.com più tardi nel mese di dicembre.

## Tracce
1. I Believe in Father Christmas – 3:25 (testo: Peter Sinfield – musica: Greg Lake (strofa e ponte), Sergej Prokof'ev (ritornello[3]); edizioni musicali Manticore music)

## Formazione
- Bono – voce
- The Edge – chitarra
- Adam Clayton – basso
- Larry Mullen Jr. – batteria